# Bosques de la Hacienda
Bosques de la Hacienda är en ort i Mexiko.   Den ligger i kommunen Querétaro och delstaten Querétaro Arteaga, i den centrala delen av landet, 190 km nordväst om huvudstaden Mexico City. Bosques de la Hacienda ligger 1 970 meter över havet och antalet invånare är 909.
Terrängen runt Bosques de la Hacienda är kuperad åt nordost, men åt sydväst är den platt. Runt Bosques de la Hacienda är det tätbefolkat, med 762 invånare per kvadratkilometer. Närmaste större samhälle är Santiago de Querétaro, 7,7 km söder om Bosques de la Hacienda. Trakten runt Bosques de la Hacienda består i huvudsak av gräsmarker.